# Holly Williams
Holly Williams (Nashville, Tennessee, 12 de março de 1981) é uma cantora estadunidense de música country. Neta do cantor e compositor Hank Williams.